# Kitami Beach
Der Kitami Beach (japanisch 北見浜 Kitami-hama, deutsch ‚Nordstrand‘) ist Strand der antarktischen Ost-Ongul-Insel in der Inselgruppe Flatvær. Er liegt im südlichen Abschnitt der Nishino-ura Cove.
Luftaufnahmen und Vermessungen einer von 1957 bis 1962 durchgeführten japanischen Antarktisexpedition dienten seiner Kartierung. Das Advisory Committee on Antarctic Names übertrug die japanische Benennung im Jahr 1968 ins Englische.